# Dealul Alah Bair (sit SCI)
Dealul Alah Bair este o arie protejată (arie specială de conservare — SAC, sit de importanță comunitară — SCI) din România, desemnată în scopul protejării biodiversității și menținerii într-o stare de conservare favorabilă a florei spontane și faunei sălbatice, precum și a habitatelor naturale de interes comunitar aflate în arealul zonei de protecție. Aceasta se întinde pe o suprafață de 193,5 ha, integral pe uscat.

## Localizare
Situl se întinde pe teritoriul administrativ al comunei Crucea din județul Constanța. Centrul sitului Dealul Alah Bair este situat la coordonatele 44°30′04″N 28°13′08″E / 44.501053°N 28.218786°E.

## Înființare
Situl Dealul Alah Bair (ROSCI0053) a fost declarat sit de importanță comunitară în decembrie 2007 pentru a proteja 3 specii de plante. Situl a fost protejat și ca arie specială de conservare în mai 2022. Situl include rezervația naturală Dealul Alah Bair.

## Biodiversitate
Situată în ecoregiunea stepică din Podișul Medgidiei (partea centrală a Dobrogei), aria protejată conține un habitat naturale: Stepe ponto-sarmatice.
La baza desemnării sitului se află 3 plante: clopoțelul dobrogean (Campanula romanica), buruiana cu cinci degete (Potentilla emilii-popii) și sisinei (Pulsatilla grandis); specii floristice protejate în anexa I-a a Directivei Consiliului European 92/43/CE din 21 mai 1992 (privind conservarea habitatelor naturale și a speciilor de faună și floră sălbatică).
Pe lângă speciile protejate aflate la baza desemnării sitului, pe teritoriul acestuia au mai fost identificate 50 specii din flora spontană a României.